# (9266) Holger
(9266) Holger (1978 RD10) – planetoida z pasa głównego asteroid okrążająca Słońce w ciągu 5,03 lat w średniej odległości 2,94 j.a. Odkryta 2 września 1978 roku.